# Cotton Farmer
Alvin "Cotton" Farmer (Kennedale, Texas, 7 juli 1928 - Fort Worth, Texas, 4 juni 2004) was een Amerikaans autocoureur. In 1960, 1961, 1962 en 1963 schreef hij zich in voor de Indianapolis 500, maar wist zich geen enkele keer te kwalificeren. De eerste race was ook onderdeel van het Formule 1-kampioenschap. Hij startte tussen 1959 en 1967 ook in 25 USAC Championship Car-races, waar hij tweemaal op het podium eindigde. Zijn beste resultaat in het kampioenschap was een 19e plaats in 1961.